# Shard (arquitectura de base de datos)
Una base de datos shard o base de datos fragmento es una partición horizontal de datos en una base de datos o motor de búsqueda. Cada partición individual se denomina shard o shard de base de datos. Cada shard se guarda en una instancia del servidor de base de datos separada, para extender la carga.
Algún dato dentro de una base de datos permanece presente en todas las shards, pero algunos aparece sólo en una sola shard. Cada shard (o servidor) actúa como una fuente simple para este subconjunto de datos.